# Équipe de France de football en 1994
Maillots
Cet article traite de l'année 1994 de l'équipe de France de football.
- Absente de la Coupe du monde 1994, l'équipe de France et son nouveau sélectionneur Aimé Jacquet (depuis le 16 février) débutent l'année par une brillante série de matchs amicaux. Signalons notamment le Italie-France de février qui voit la France s'imposer pour la première fois depuis 1912 en terre italienne, ainsi que la victoire en Coupe Kirin au mois de mai.

- Le match amical contre la République tchèque au mois d'août marque les grands débuts sous le maillot bleu de Lilian Thuram et de Zinédine Zidane. Entré en cours de seconde période, le jeune milieu de terrain bordelais (Zinédine Zidane) inscrit coup sur coup deux buts qui permettent à la France d'arracher in-extremis le match nul. Précédemment, le 26 mai, Fabien Barthez avait également débuté sous le maillot tricolore.

- Mais la fin d'année et les débuts laborieux de la France dans les qualifications pour l'Euro 1996 mettent en évidence les carences des Bleus dans le domaine offensif.

## Les matches
| Date             | Stade                                          | Adversaire         | Score | Comp | Buteurs français                                               |
| 16 février 1994  | Stade San Paolo Naples, Italie                 | Italie             | V 1-0 | A    | Djorkaeff (45e)                                                |
| 22 mars 1994     | Stade de Gerland Lyon, France                  | Chili              | V 3-1 | A    | Papin (7e), Djorkaeff (35e), Martins (51e)                     |
| 26 mai 1994      | Stade du Mémorial de l'Universiade Kobe, Japon | Australie          | V 1-0 | CK   | Cantona (43e)                                                  |
| 29 mai 1994      | Stade olympique Tokyo, Japon                   | Japon              | V 4-1 | CK   | Djorkaeff (15e), Papin (18e), Kurosaki (csc 54e), Ginola (56e) |
| 17 août 1994     | Parc Lescure Bordeaux, France                  | République tchèque | N 2-2 | A    | Zidane (85e et 87e)                                            |
| 7 septembre 1994 | Tehelné Pole Bratislava, Slovaquie             | Slovaquie          | N 0-0 | QCE  | -                                                              |
| 8 octobre 1994   | Stade Geoffroy-Guichard Saint-Étienne, France  | Roumanie           | N 0-0 | QCE  | -                                                              |
| 6 novembre 1994  | Stade Ernest-Pohl Zabrze, Pologne              | Pologne            | N 0-0 | QCE  | -                                                              |
| 13 décembre 1994 | Stade Avni Aker Trabzon, Turquie               | Azerbaïdjan        | V 2-0 | QCE  | Papin (24e), Loko (56e)                                        |

A : match amical. CK : Coupe Kirin. QCE : match qualificatif pour l'Euro 1996

## Les joueurs
| Joueurs             |     |     |     |     |     |     |     |     |       |
| Gardiens de but     |     |     |     |     |     |     |     |     |       |
| Bernard Lama        | 90  | 90  |     | 90  | 90  | 90  | 90  | 90  | 90    |
| Fabien Barthez      |     |     | 90  |     |     |     |     |     |       |
| Défenseurs          |     |     |     |     |     |     |     |     |       |
| Marcel Desailly     | 89  | 72  |     | 90  | 24  |     | 90  | 90  | 71    |
| Alain Roche         | 90  | 78  |     |     |     | 90  | 90  | 90  | 90    |
| Éric Di Meco        | 90  |     | 90  | 71  | 90  | 90  |     | 90  | 90    |
| Jean-Pierre Cyprien | r17 |     |     |     |     |     |     |     |       |
| Jocelyn Angloma     |     | 90  | 90  | 85  | 90  | 90  | 90  | 90  | 90    |
| Bixente Lizarazu    |     | 90  |     | r19 | r45 | r8  | 90  |     |       |
| Laurent Blanc       |     |     | 90  | 90  | 90  | 90  | 90  | 90  | 90    |
| Emmanuel Petit      |     |     | 90  |     |     |     |     |     |       |
| Bruno N'Gotty       |     |     |     |     | 90  |     |     |     |       |
| Lilian Thuram       |     |     |     |     | 90  |     |     |     |       |
| Milieux             |     |     |     |     |     |     |     |     |       |
| Christian Karembeu  | 73  | r18 | 90  | r5  |     |     | 90  | 51  | susp. |
| Corentin Martins    | r1  | r45 | r17 |     | 62  |     |     |     | r14   |
| Paul Le Guen        | 90  | r12 |     | 90  |     | 90  |     | 90  | 90    |
| Youri Djorkaeff     | 90  | 45  |     | 71  |     | 82  |     | r65 |       |
| Didier Deschamps    | 90  | 90  |     | 90  |     | 90  |     |     |       |
| Jérôme Gnako        | 54  |     |     |     |     |     |     |     |       |
| Vincent Guérin      | r36 |     |     |     |     |     |     |     |       |
| Jean-Michel Ferri   |     | 90  | 90  |     | r66 |     |     |     | r19   |
| Christophe Cocard   |     | 90  |     |     |     |     |     |     |       |
| Reynald Pedros      |     |     | r17 |     |     | 63  | 90  | 25  | 76    |
| Zinédine Zidane     |     |     |     |     | r28 |     | r19 |     |       |
| Attaquants          |     |     |     |     |     |     |     |     |       |
| David Ginola        | 90  | 45  | 73  | 90  | 45  | 90  |     |     |       |
| Éric Cantona        | 90  |     | 90  | 90  | 90  | 90  | 90  | 90  | 90    |
| Jean-Pierre Papin   |     | 90  | 90  | 90  |     |     |     |     | 90    |
| Pascal Vahirua      |     | r45 |     |     |     |     |     |     |       |
| Christophe Dugarry  |     |     | 73  |     | 76  | r27 | r6  | r14 |       |
| Nicolas Ouédec      |     |     |     | r19 |     |     | 71  | 76  |       |
| Patrice Loko        |     |     |     |     | r14 |     | 84  |     | 90    |